# 長孫覧
長孫 覧（ちょうそん らん、生没年不詳）は、西魏から隋にかけての官僚・軍人。字は休因。本貫は河南郡洛陽県。長孫稚の孫にあたる。

## 経歴
長孫紹遠の子として生まれた。西魏の大統年間、東宮親信を初任とした。北周の明帝のとき、大都督となった。武帝が魯公だったころ、長孫覧と仲が良かった。武帝が即位すると、ますます礼遇されるようになり、車騎大将軍に任ぜられた。
かれの口弁は達者で、声気は雄壮、述べるところは官僚たちの注目を浴び、武帝も感嘆した。長孫覧はもとの名を善といったが、武帝が「朕は万機を卿の先覧に委ねたい」と言ったことから、覧の名を賜った。宇文護が殺害されると、長孫覧は功績により薛国公に進んだ。後に小司空をつとめた。北斉が平定されると、位は柱国に進み、次男の長孫寛が管国公に封ぜられた。宣帝のとき、位は上柱国・大司徒に進んだ。同州刺史・涇州刺史を歴任した。580年、楊堅が丞相となると、宜州刺史に転じた。
582年、隋軍が南朝陳を攻撃すると、長孫覧は東南道行軍元帥となり、8総管を率いて寿陽を出て、水陸両進した。隋軍の進軍は長江の線に達した。たまたま南朝陳の宣帝が死去したため、長孫覧はこれに乗じて一挙に陳を滅ぼそうと考えたが、監軍の高熲が「礼により喪中にある軍は討たない」と言ったので、帰還した。
あるとき文帝（楊堅）が長孫覧と安徳王楊雄・元諧・李充・高熲・虞慶則・賀若弼らとともに宴会を催した。このとき文帝は「朕と公の間柄は、義は君臣であるが、恩は父子のようであった」と長孫覧に言った。蜀王楊秀は長孫覧の娘を妃に迎えた。その後、長孫覧は母の喪のため職を去った。1年あまりして復職した。涇州刺史として出向して治績を挙げた。在官のまま死去した。

## 子女
- 長孫洪（後嗣、宋順臨三州刺史・司農少卿・北平郡太守）
- 長孫寛
- 長孫操

## 伝記資料
- 『隋書』巻51 列伝第16
- 『北史』巻22 列伝第10